# As Trees Walking
As Trees Walking è il primo album solista di Mitch Dorge, ex componente dei Crash Test Dummies.
L'album è stato inciso nel 2002 ed è solo strumentale e non ha dei brani cantati.

## Tracce
1. As Trees Walking – 9:03
2. Cry – 6:37
3. Ketamine – 7:52
4. A Darker Side of Life – 7:05
5. I'll Always Love You – 14:20
6. I'll Always Love You (versione originale) – 2:31